# Jean (usurpateur)
Pour les articles homonymes, voir Jean.
Jean (latin : Flavius Ioannes Augustus), mort en 425 à Aquilée (Italie), est un haut fonctionnaire romain élevé au rang d'empereur romain d'Occident en 423, considéré comme usurpateur, et éliminé dès 425 par l'intervention de Théodose II, empereur d'Orient, en faveur de son cousin Valentinien III.

## Biographie
Les origines de Jean ne sont pas connues.
En 409, il est maître des offices de l'usurpateur païen Priscus Attale[réf. nécessaire], puis préfet du prétoire d'Italie de 412 à 413. En 423, à la mort de l'empereur d'Occident Honorius, il est primicerius ou premier secrétaire à la cour de Ravenne.
Après quelques mois pendant lesquels l'empereur d'Orient Théodose II paraît vouloir régner seul, les fonctionnaires de Ravenne élisent Jean comme empereur. Théodose II, sous l'influence de sa tante Galla Placidia, refuse de le reconnaître et prépare une expédition armée, tandis que le comte d'Afrique Boniface bloque le ravitaillement en blé de Rome. De son côté, Jean envoie Aetius auprès d'Attila,  en Pannonie, afin d'enrôler des mercenaires Huns.
L'armée de Théodose II, après avoir pris Aquilée, où s'installent Galla Placidia et Valentinien, atteint Ravenne en mai 425. Jean est amené à Aquilée, exhibé dans le cirque, la main droite coupée, puis exécuté.
Aetius arrive trois jours après l'exécution de Jean, avec des milliers de Huns (40 000 selon la chronique, ce qui semble exagéré). Il se rallie à Valentinien III.

## Monnaies de Jean
Sur la pièce présentée ci-dessus, il porte les titres suivants :
D(ominus) N(oster) IOHANNES P(ius) F(elix) AVG(ustus)
"Notre Seigneur Jean Pieux Heureux Auguste"
Les revers de ses monnaies déclinent les images de la Victoire avec les légendes :
- SALVS REIPVBLICAE
- VICTORIA AVGVSTORVM (éventuellement sous les formes abrégées VICTORIA AVGG, VICTORIA AVGGG (cf. pièce ci-dessus).

Elles témoignent d'une volonté de s'associer à Théodose, en mettant au pluriel le titre d'Auguste. Quoique Jean soit taxé de paganisme, ses revers monétaires présentent des signes chrétiens : Chrisme, globe surmonté d'une croix, bannière en forme de croix (voir image du solidus ci-dessus).